# Mănăstirea Măxineni
Mănăstirea Măxineni cu hramul “Nașterea Sfântului Ioan Botezătorul” este una dintre mănăstirile Țării Românești, fiind ctitorie a lui Matei Basarab între 1637-1651.

## Acces
Mănăstirea se află în Sud-Estul României, în cadrul Episcopiei Dunării de Jos din Mitropolia Munteniei și Dobrogei, în arealul comunei cu același nume din județul Brăila, la 9 km Nord-Nord-Est de satul Măxineni și 35 km Nord-Vest de municipiul Brăila, chiar lângă confluența râului Buzău cu Siretul.
Accesul se face de pe DN23 pe sensul Focșani - Brăila, la stânga pe DC56 înainte de podul de peste Râul Buzău, la 6 km de intersecție.

## Mănăstirea actuală

### Corpurile noii incinte
La 24 iunie 2004 Chiriarhul Dunării de Jos a sfințit noul paraclis al mănăstirii, ce a fost ridicat între 2001-2004 asemănător ca stil cu bisericile lui Matei Basarab. Acesta este situat la 45m de vechea biserică domnească și este prevăzut cu o singură turlă, pe naos, având hramul Sfântul Voievod Ștefan cel Mare.
La exterior s-au ridicat noi corpuri de chilii.

### Restaurarea vechii biserici

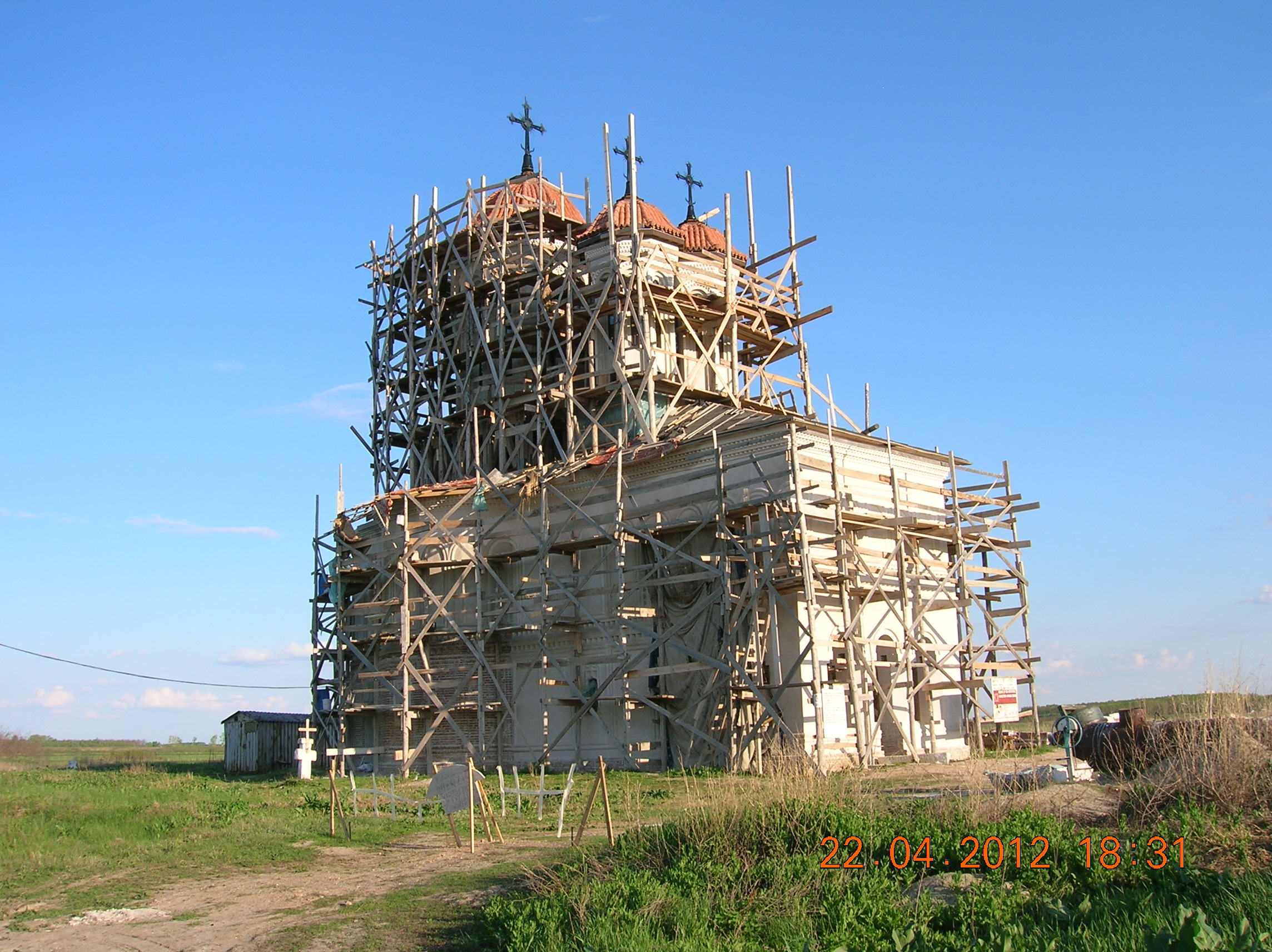
Corpul vechii biserici în curs de restaurare

Ruinele bisericii lui Matei Basarab din secolul al XVII-lea Nașterea Sf. Ioan Botezătorul a fostei Mănastiri Măxineni, sunt nominalizate pe Lista monumentelor istorice din România - 2004 sub codul  BR-II-m-A-02136, la poziția 117.
Se lucrează actual sub tutela Ministerului Culturii și Patrimoniului Național, pentru finalizarea proiectului început în 2007 de restaurare a acestui monument. După un efort de peste trei decenii de cercetare arheologică, reconstituire, căutare de fonduri și construcție, s-a ținut prima slujbă în incinta bisericii printre schele, de Nașterea Sfântului Ioan Botezătorul pe 24 iunie 2011.
Așa cum se vede astăzi, biserica a fost cu plan triconic, cu altar, naos, pronaos și un pridvor cu zidurile mai subțiri, închis cu geamuri și ușă. Pardoseala era din lespezi de piatră taiate regulat, în parte actual degradate. Exteriorul era prevăzut cu un brâu median, bogat decorat în două  rânduri de zimți, între două rânduri de cărămidă așezată în picioare și două așazate pe lat. Sub brâu au existat firide mărginite de ceramică profilată. Biserica era înconjurată pe tot perimetrul de un trotuar din bolovani de piatră.

## Istoric
Pisania lăsată aici în 27 noiembrie 1640 de Matei Basarab și soția sa Elena Doamna și reprodusă de cărturarul și istoricul Nicolae Iorga, indică împrejurările în care a fost ridicat acest sălaș. Voievodul în timpul unei incursiuni militare a remarcat importanța strategică a zonei și, ulterior mănăstirea a fost ridicată pe locul unei biserici de nuiele lipită cu lut din fosta vatră a satului Măxineni. Lăcașul urma să ocupe un loc de seamă în apărarea țării, acesta aflându-se în imediata vecinătate cu raiaua Brăilei aflată sub ocupație otomană și în apropierea  graniței dinspre  Moldova lui Vasile Lupu. Rolul de apărare-de avanpost, explică deosebita grosime a zidurilor sale de aproape un metru și jumătate și a fundației de doi metri și jumătate. Deși domnitorul de atunci afirma că locul  unde se construise sfânta mănăstire este “bun și tare”, presupunerea sa nu s-a arătat întru totul întemeiată, deoarece Siretul, care la acea vreme nu avea mal îndiguit, a surpat treptat terenul din apropierea locașului, determinând pe locuitorii vechiului sat să se mute. Sfințirea s-a produs pe 25 iunie 1651.
Datorită rolului ei semnificativ militar și politic, domnitorii Țării Românești au sprijinit permanent mănăstirea, înzestrarea ei materială atrăgînd însă dese prădăciuni din partea trupelor străine. In 1641-1646 Matei Basarab a înzestrat mănăstirea cu mai multe sute de pogoane de vie, iar in 1652 îi donează moșia din Muscureni. Merită menționat și sprijinul domnitorilor Mihnea al III-lea Radu, Grigore Ghica, Gheorghe Duca, Șerban Cantacuzino, Ștefan Cantacuzino, dar și al domnilor fanarioți ai Țării Românești din secolul XVIII: Nicolae Alexandru Mavrocordat, Ioan Mavrocordat, Mihai Racoviță, Grigore II Ghica, Constantin Nicolae Mavrocordat.
Cea mai mare atenție îi acordă ulterior Constantin Brâncoveanu, care începand din 1708 întarește drepturile anuale ale mănastirii asupra tuturor averilor funciare. Tot în același an acesta  intervine pe lângă domnul Moldovei, Mihai Racoviță să dea voie egumenului să taie cotul Siretului pentru a nu lăsa „acea sfântă mănăstire să se prăpădească fiind cu multă cheltuială” .
În contextul poziției de avanpost, a vremurilor tulburi și repetatelor inundații, spre mijlocul secolului XVIII mănăstirea decade până la întreruperea vieții monahale. În 1750 un moment important și cu urmări nu prea fericite în istoria ctitoriei, a fost închinarea ei ca metoc Spitalului Pantelimon din București de către Grigore II Ghica. Lipsa grijii reale pentru lăcaș (adiminstrarea ei se făcea de către Egumenul Mănăstirii Sf. Ioan din Focșani) a condus la accentuarea decăderii. Au urmat apoi cutremurele din 1802 1838 și 1856 care au tansformat-o într-o ruină.
În perioada 1858-1859 sub domnia lui Alexandru Ghica și apoi a lui Alexandru Ioan Cuza are loc prima restaurare majoră: guvernul a aprobat reclădirea edificiului și a ordonat austriacului Johann Schlatter să cerceteze „dacă trebuința cerea să clădească din nou expusa mănăstire sau dacă se poate aduce în starea desăvârșită, bună, prin reparații”. Pentru a evita prăbușirea zidurilor, în 1859 sunt demolate turlele. Doi ani mai târziu, clădirile mănăstirii au fost reparate de egumenul acesteia, după cum rezultă din pisania pusă cu această ocazie și care se află astăzi în original la Muzeul de Istorie al Brăilei: „S-a ridicat din temelie acest lăcaș de fericitul întru pomenire domnul Matei Basarab, în trecerea sa ce a avut pe aici cu oștirea. După 220 de ani, fiind ajunsă la ruinare de întâmplările vremurilor de atuncea, acum se văzu iarăși mareața prin bunăvoința prințului Alexandru Ghica și din partea cheltuielii a cuviosului protosinghel Ciprian, egumenul acestei sfinte mănăstiri” .
Între anii 1864-1877 (când datorită deselor inundații și izolării este închisă) lăcașul a funcționat ca biserică parohială pentru sătenii din Măxineni.
După retragerea din noiembrie-decembrie 1916, Armata Română a consolidat frontul pe linia Siretului și în regiunea mănăstirii s-au purtat lupte aprige. Fiindcă turlele bisericii erau folosite de inamici ca post de observație al concentrărilor militare românești de lângă Siret, zidurile groase ale acesteia s-au prăbușit la 17 februarie 1917, lovite de obuzele tunurilor Armatei Române și de explozia depozitului de muniții aruncat în aer de armatele rusești. Apoi a venit al doilea război mondial, când mănăstirea rămâne din nou un loc pustiu, părăsit de viețuitori.
Din 1976 încoace, Măxineni s-a transformat în loc al cercetărilor arheologice, desfășurate de un colectiv de arheologi de la Muzeul Județean de Istorie Brăila, condus de directorul Ionel Cândea, care a stabilit că această ctitorie a avut, în afară de biserică, ziduri de incintă, casă egumenească, chilii și alte anexe importante din punct de vedere religios și strategic militar.
Pe 24 iunie 1990 de hramul Sfintei Mănăstiri, aceasta reînvie după 73 de ani din inițiativa Înaltpreasfințitului Casian al Dunării de Jos și, prin strădania arhimandritului Simeon Ovezea, care a fost numit stareț al acestui nou început de viața monahală. După săvârșirea sa din viață, efortul de rezidire a mănăstirii este continuat de o mică obște de monahi, sprijinită de Primăria Municipiului Brăila și de alți  ctitori.

## Obiective turistice de vecinătate
- În Municipiul Brăila[14][15]

- Muzeul Brăilei - unul dintre cele mai mari din România
- Teatrul Maria Filotti
- Biserica Grecească (1863-1872), cu vitralii valoroase și fresce realizate de Gheorghe Tattarescu;
- Biserica Sfinții Arhangheli Mihail și Gavril , fostă moschee (sec. XVII), transformată în bisericăortodoxă. Este printre puținele biserici din România fără turle
- Casa memorială Panait Istrati
- Orologiul (1909)- simbol al portului de pescari, pe soclul sau este marcata o corabie cu pânze
- Statuia Ecaterinei Teodoroiu, în memoria eroinei care s-a jertfit, în Bătălia de la Mărășești din Primul Război Mondial
- Faleza Dunarii
- Parcul Monument
- Insula Mică a Brăilei

- Stațiunea Lacu Sarat
- Mănăstirea Lacu Sarat[14] din Stațiunea Lacu Sarat - construcție în intregime din lemn

## Galerie

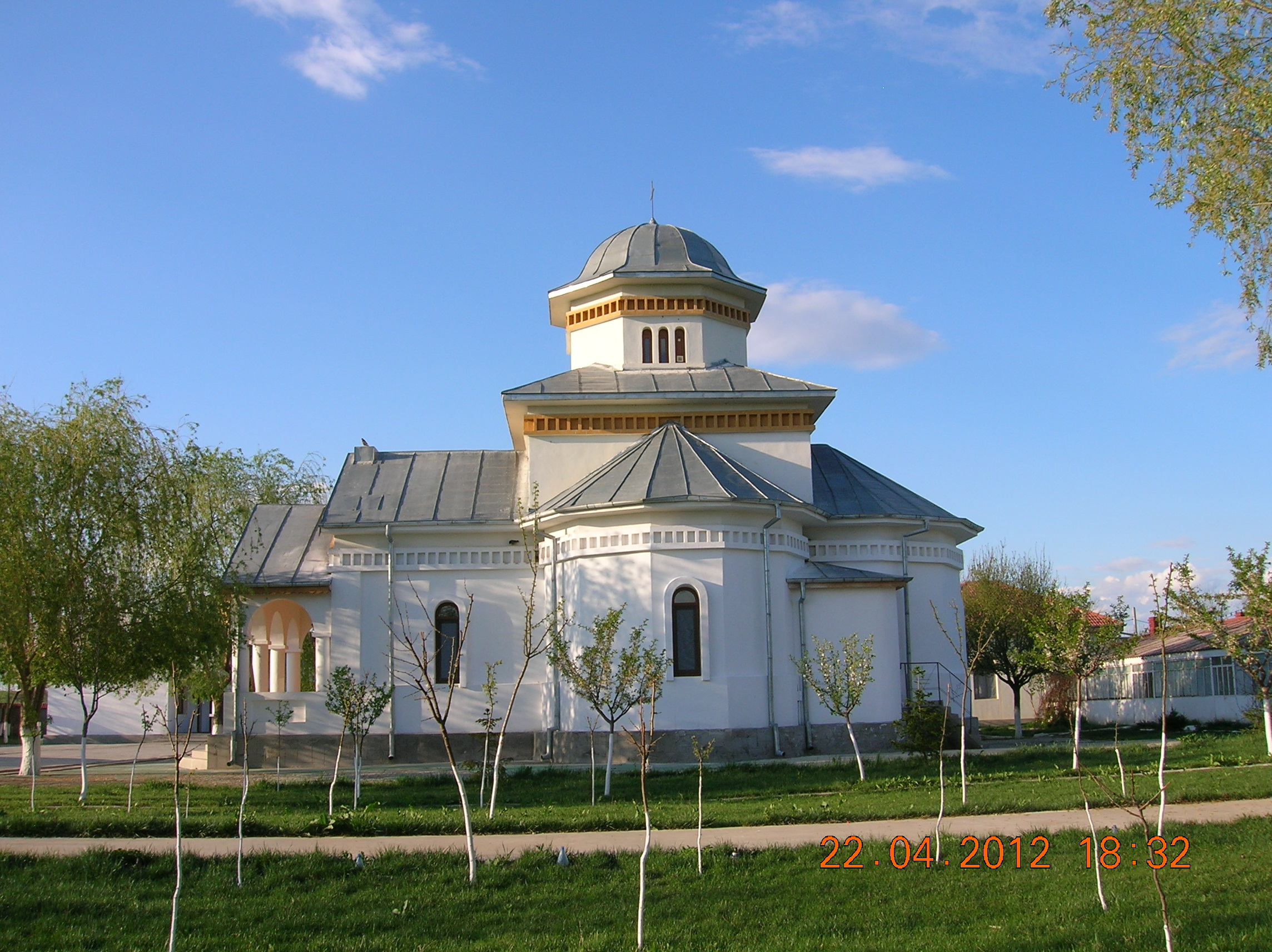
Biserica nouă
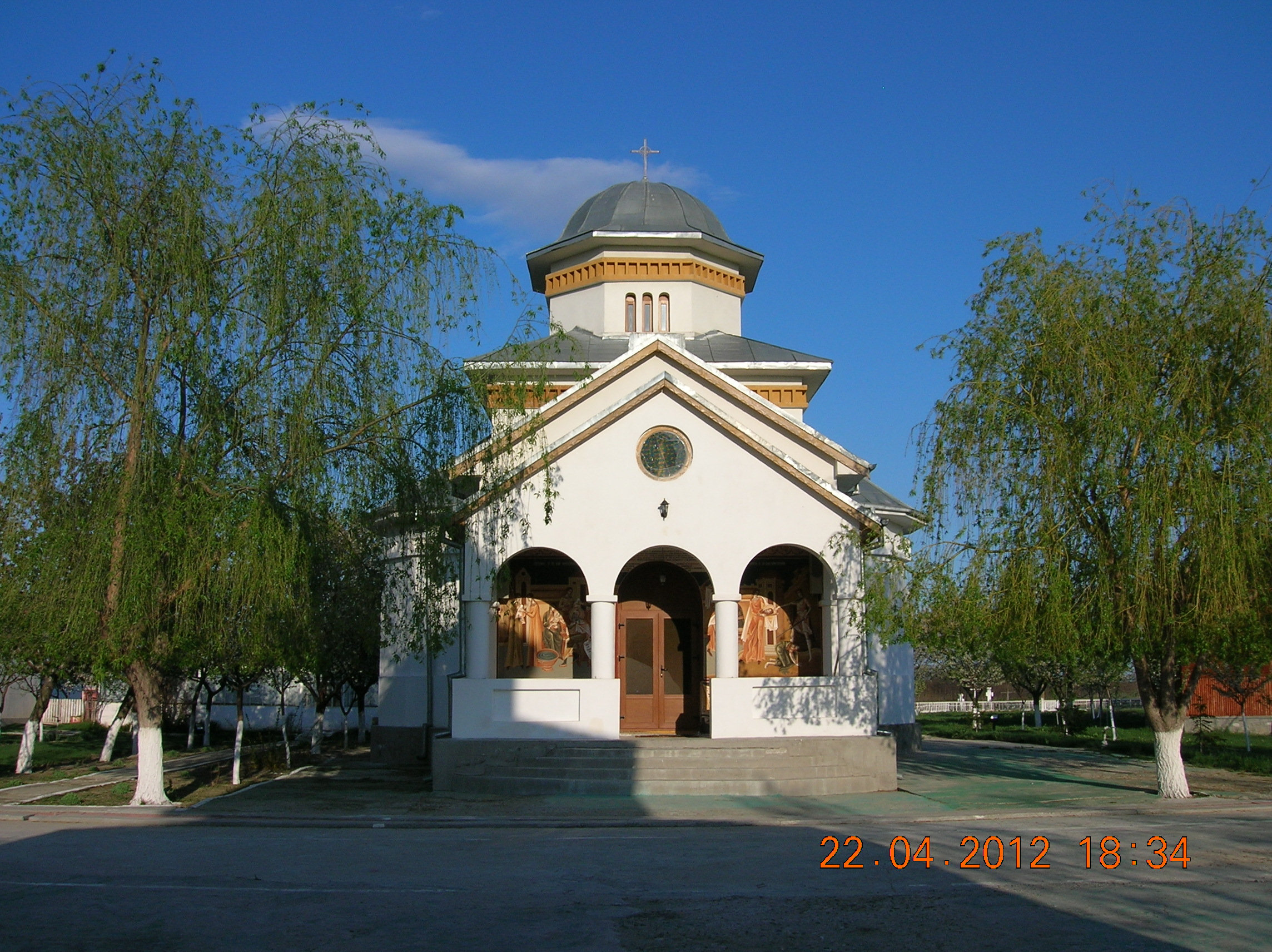
Biserica Nouă
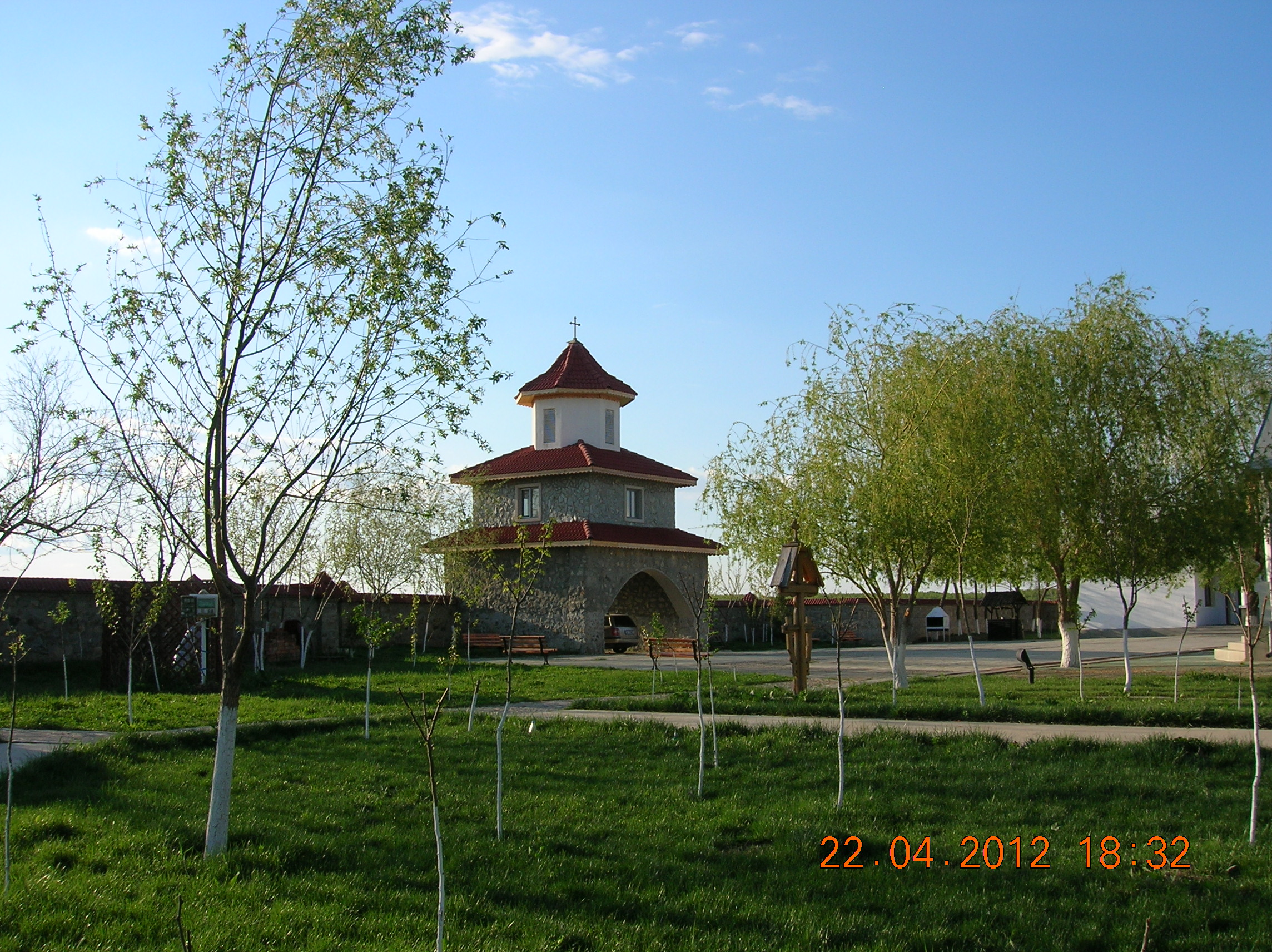
Intrarea în incintă şi curtea
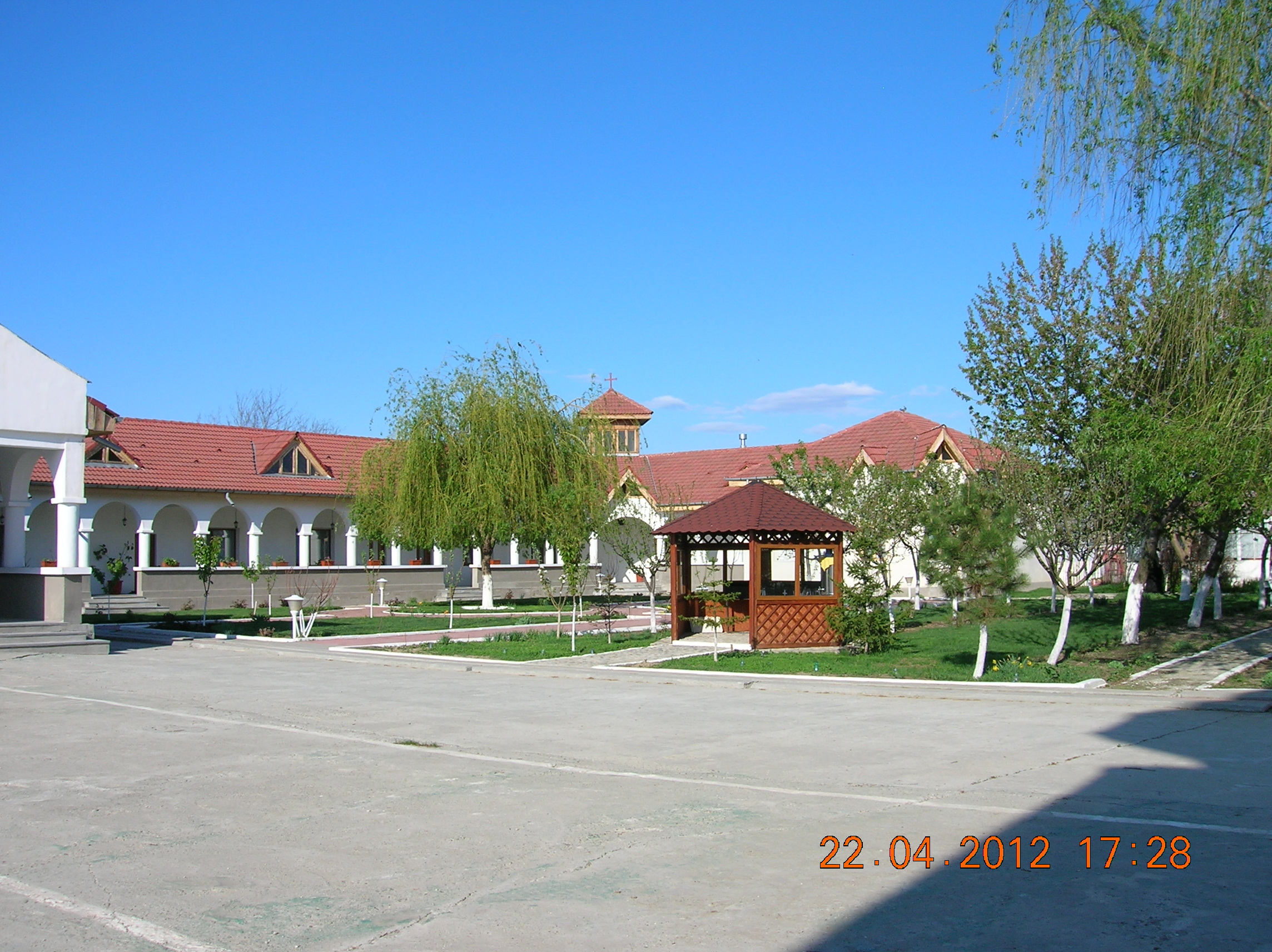
Chilii
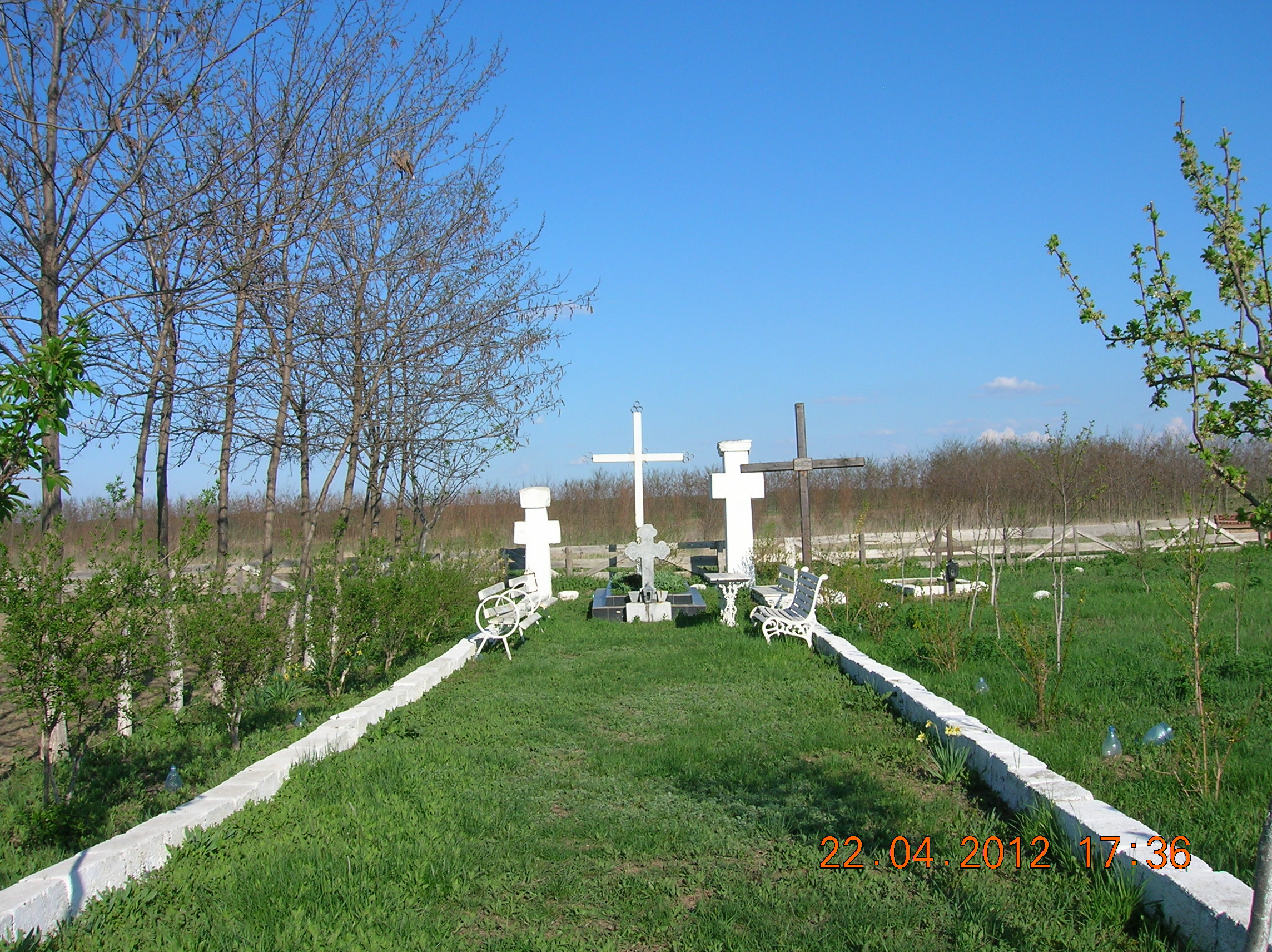
Cimitirul
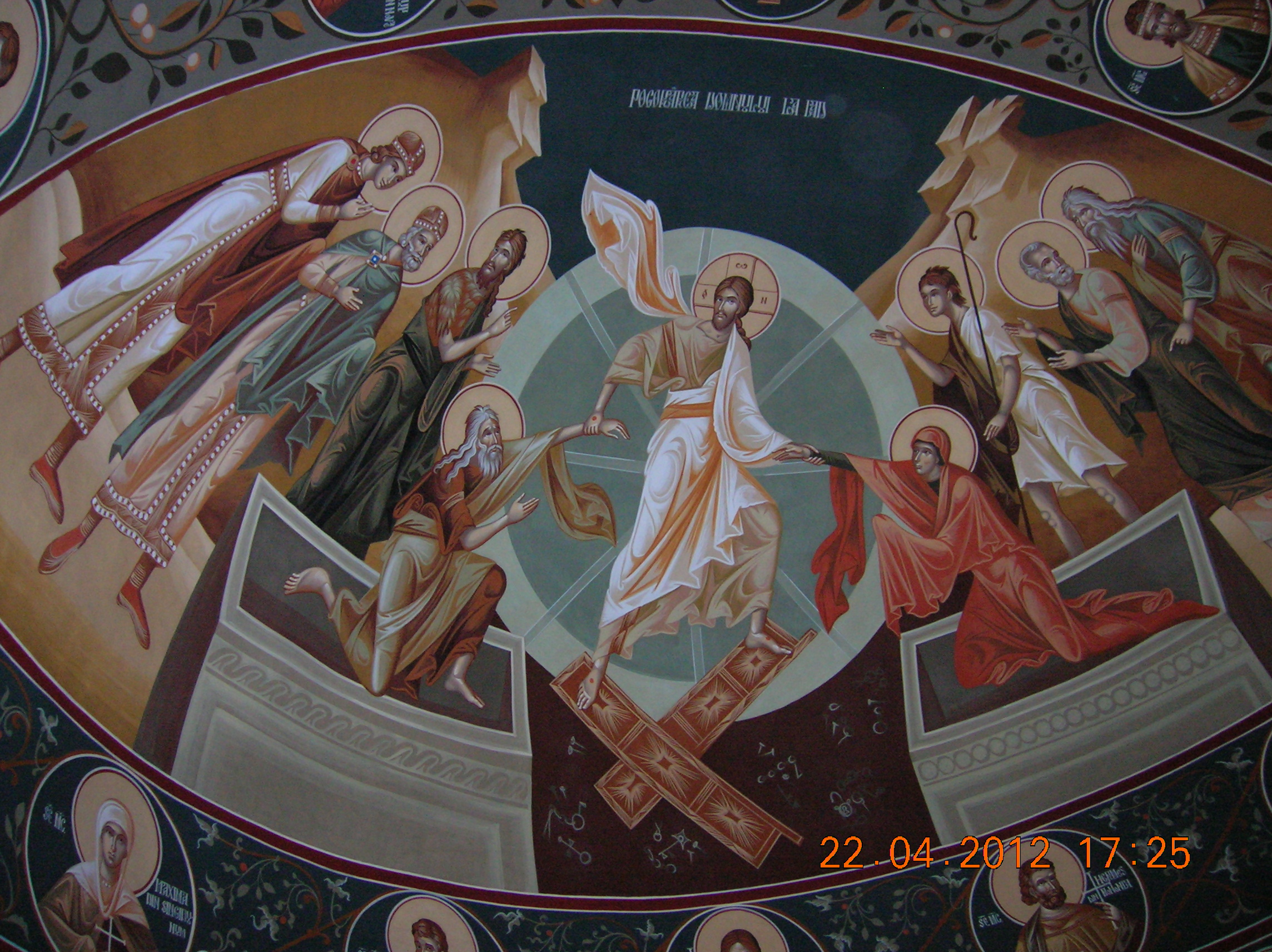
Detaliu de frescă
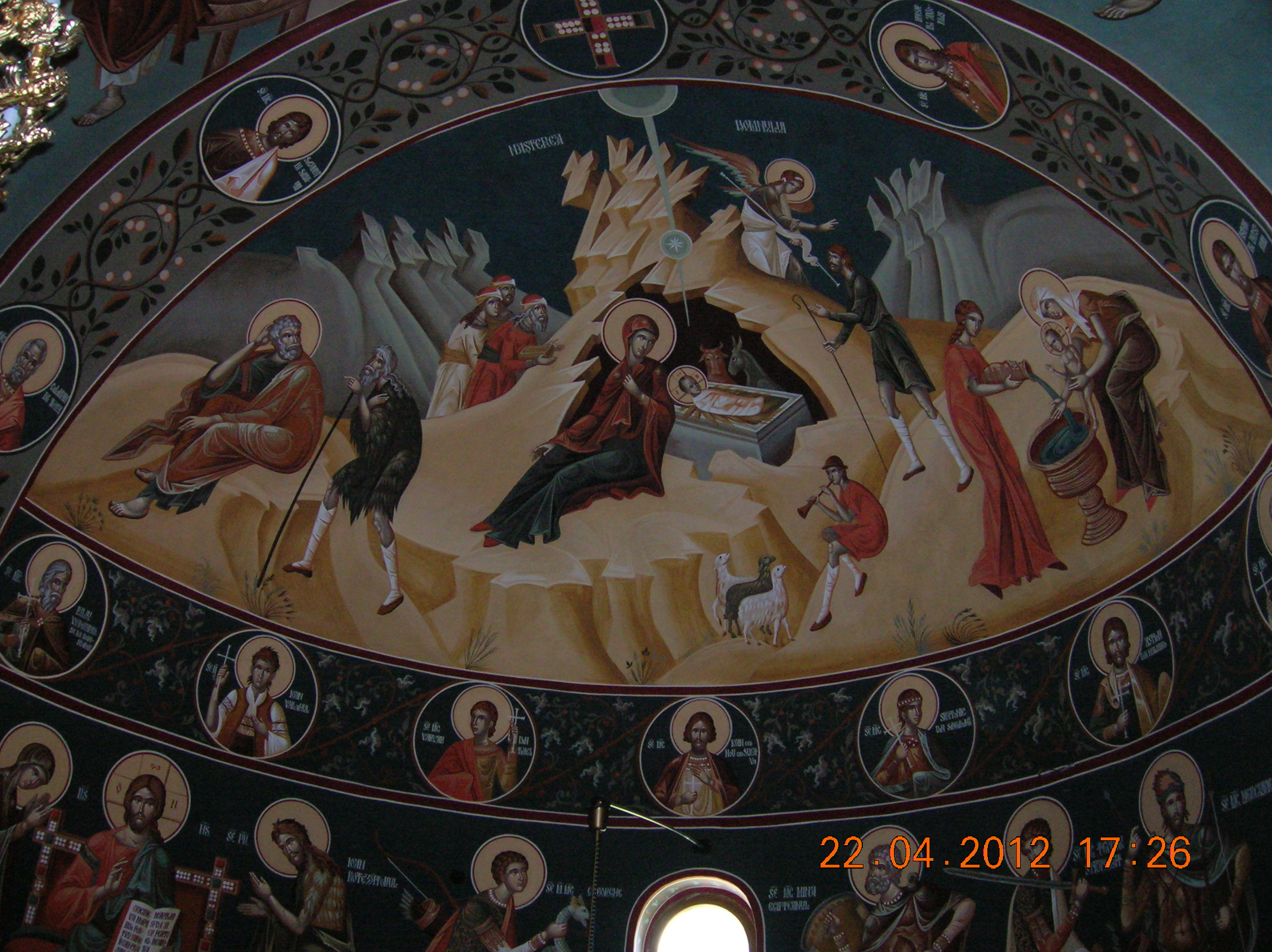
Detaliu de frescă